# Yoon Jong-bin
Yoon Jong-bin (Busan, 20 de dezembro de 1979) é um cineasta sul-coreano.